# Deux berceuses
Deux berceuses est une œuvre pour voix et piano écrite par Arvo Pärt, compositeur estonien associé au mouvement de musique minimaliste.

## Historique
Composée en 2002, cette œuvre est une commande de Jordi Savall. Elle lui est dédiée ainsi qu'à Montserrat Figueras.

## Discographie
- Sur le disque Adam's Lament par le Chœur de chambre philharmonique estonien dirigé par Tõnu Kaljuste chez ECM Records, 2012.
- Sur le disque Ninna Nanna - Berceuses par Montserrat Figueras et Jordi Savall chez Alia Vox, 2002.